# Acétylacétonate de rhodium(I) dicarbonyle
L’acétylacétonate de rhodium(I) dicarbonyle est un composé chimique de formule Rh(O2C5H7)(CO)2. Il s'agit d'un complexe de rhodium(I) lié au ligand bidenté acétylacétonate C5H7O2− et à deux ligands carbonyle CO. Il se présente à température ambiante comme un solide vert foncé soluble dans l'acétone et le benzène en donnant des solutions jaunes. C'est un précurseur en catalyse homogène. La molécule présente une géométrie plane carrée et forme des empilements dans lesquels la distance Rh–Rh vaut environ 326 pm.
On peut l'obtenir en traitant du chlorure de rhodium carbonyle [(OC)2Rh(µ-Cl)]2 avec de l'acétylacétone CH3COCH2COCH3 ou de l'acétylacétonate de sodium Na(O2C5H7) en présence d'une base :
[(OC)2Rh(µ-Cl)]2 + 2 CH3COCH2COCH3 + BaCO3 ⟶ 2 Rh(O2C5H7)(CO)2 + 2 BaCl2 + H2CO3 ;
[(OC)2Rh(µ-Cl)]2 + 2 Na(O2C5H7) ⟶ 2 Rh(O2C5H7)(CO)2 + 2 NaCl.
La purification peut se faire par sublimation.